# Мессерер Асаф Михайлович
Мессерер Асаф Михайлович ( 6 (19) листопада 1903, Вільно — 7 березня 1992, Москва) — російський та радянський артист балету, балетмейстер, педагог, лауреат двох Сталінських премій (1941, 1947), народний артист СРСР (1976). Член ВКП(б) з 1944 року.

## Біографія
Займатися балетом почав з п'ятнадцяти років, спочатку в студії М. М. Мордкіна, потім — у Московському хореографічному училищі у О. О. Горського, після закінчення якого в 1921 році був прийнятий в трупу Великого театру. Працюючи в ньому до 1954, станцював практично всі провідні сольні партії класичних російських та зарубіжних, а також сучасних радянських балетів. За виконання партії Філіппа в балеті Б. В. Асаф'єва «Полум'я Парижу» був удостоєний  Сталінської премії першого ступеня в 1947 році.
З середини 1920-х почав виступати як балетмейстер. На перших порах сфера інтересів Мессерера-хореографа лежала в області експериментальних постановок, він співпрацював з В. Е. Мейєрхольдом, однак після розгрому радянського театрального авангарду він звернувся до домінуючої в ті часи формі драмбалету. Мессерер ставив як цілі балетні вистави, так і танці в операх, а також окремі концертні номери, які часто виконував сам.
Мессерер — видатний балетний педагог. Працював спочатку в студії «Драмбалет», потім у вечірній студії Великого театру, в 1923—1960 — у Московському хореографічному училищі. З 1946 вів клас у Великому театрі, згодом також викладав за кордоном.
Похований на Новодівочому кладовищі в Москві.
Сестри А. Мессерера — видатна балерина і хореограф Суламіфь Мессерер і актриса німого кіно Рахіль Мессерер, племінниця — балерина Майя Плісецька.

## Нагороди та премії
- Сталінська премія другого ступеня (1941); за великі досягнення в області балетного мистецтва.
- Сталінська премія першого ступеня (1947); за виконання партії Пилипа в балетному спектаклі «Полум'я Парижа» Б. В. Асаф 'єва.
- Народний артист СРСР (1976).